# Шубарев, Максим Валерьевич
Максим Валерьевич Шубарев (род. 25 мая 1968, Ленинград) — российский предприниматель, председатель Совета директоров холдинга Setl Group, вице-президент Саморегулируемой организации Ассоциация «Объединение строителей Санкт-Петербурга». Заслуженный строитель Российской Федерации (2013).

## Биография
В 1985 году окончил среднюю школу и поступил в Ленинградский институт авиаприборостроения на вечернее отделение.
С 1986 по 1989 год служил в ВМФ СССР
Вернувшись из армии, перевелся в Ленинградский политехнический институт. Окончил в 1993 году по специальности «Экономика и управление научными исследованиями и проектированием».

## Карьера
В 1985 году начал работать в НПО «Ленинец» на должности слесаря-сборщика радиоаппаратуры.
В 1994 году основал компанию «Петербургская Недвижимость» и занял пост генерального директора. В его обязанности входило стратегическое развитие компании, а также контроль над операционной деятельностью. Первым проектом компании стала достройка замороженного в 90-х жилого здания. В 1995 году впервые на рынке создал риэлторское подразделение внутри строительной компании. К середине 2000-х компания занимала пятое место среди петербургских девелоперов. В 2006 году компания была преобразована в холдинг и сменила наименование на Setl Group, название «Петербургская недвижимость» перешло к риэлтерскому подразделению. Максим Шубарев стал председателем совета директоров с 70 % долей владения в компании.
После образования холдинга Максим Шубарев переориентировал стратегию развития компании на приобретение крупных территорий под квартальную застройку, а также наращивание земельного банка за счёт редевелопмента промышленных зон города. В результате изменения стратегии земельный фонд группы вырос в несколько раз и в 2012 году составлял около 161 га, в том числе 40 га под строящимися объектами. На конец 2016 года компания располагала более чем 660 га, из которых около 116 га были заняты под стройку.
В 2016 году компания вошла в тройку российских лидеров по объему сданного жилья. На январь 2017 года структуры, входящие в Setl Group, занимали второе место по объемам возводимого в России жилья (более 2 млн м2). Под руководством Максима Шубарева выручка компании с 2011 по 2016 год увеличилась почти в 10 раз: с 5,8 млрд рублей до 59 млрд. По итогам 2022 года выручка составляла 149 млрд рублей.
С 2020 года компания включена в перечень системообразующих организаций Российской Федерации.

## Восстановление исторического наследия
Максим Шубарев возглавлял рабочие группы компании, которые принимали участие в реконструкции ряда объектов культурного наследия, значимых для города и страны: Константиновский дворец, Михайловский замок, Церковь Рождества Иоанна Предтечи.
Шубарев придерживается политики сохранения исторических зданий в центре Санкт-Петербурга и интеграции их в современную городскую инфраструктуру. Так, в 2019 году по его указанию компания Setl Group полностью восстановила утраченный особняк промышленника Феликса Шопена на 25-й линии Васильевского острова. В 2021 году начата реконструкция канатного цеха с водонапорной башней завода «Красный гвоздильщик» на Васильевском острове. В здании разместится современный бизнес-центр, а на том месте, где должна была быть бочка водонапорной башни, планируется сделать смотровую площадку.

## Общественная деятельность
С 2005 по 2009 год занимал должность президента Ассоциации «Строительно-промышленный комплекс Северо-Запада».
С 2008 года по 2015 год Шубарев являлся президентом саморегулируемой организации НП «Объединение строителей Санкт-Петербурга», которая была первой строительной СРО в Санкт-Петербурге. Основная работа СРО в этот период была направлена на совместную с органами местного самоуправления разработку и совершенствование законов и нормативно-правовых актов, регулирующих строительную деятельность.
В 2008 году стал членом экспертного совета по развитию конкуренции в сфере строительства и промышленности строительных материалов при Федеральной антимонопольной службе РФ.
В 2009 году вошёл в Национальное объединение строителей. С 2010 года — председатель Комитета по жилищному и гражданскому строительству.
На 2023 год является Членом президиума Союза промышленников и предпринимателей Санкт-Петербурга.

## Благотворительность
На 2017 год участвовал в проектах благотворительного Центра специальных программ, оказывая целевую помощь семьям погибших сотрудников правоохранительных органов и ветеранам.
По инициативе Шубарева Setl Group ежегодно перечисляет средства на благотворительные цели. С 2014 года по 2023 год совокупная сумма составила 1,9 млрд рублей.
В числе благотворительных проектов, которым группа под руководством Максима Шубарева оказала поддержку: всероссийский благотворительный проект для детей, больных онкологией «Мечты сбываются»; фонд «Помощь бездомным собакам», приюты для животных «Брошенный ангел», «Особый друг»; общероссийский конкурс современного медиаискусства «Страна СВЕТА»; благотворительный проект «Печать глазами» для людей с тяжелыми нарушениями развития.

## Рейтинги
На 2023 год занимает 9 место в списке самых богатых людей Санкт-Петербурга: «Деловой Петербург» оценил его состояние в 94,44 млрд рублей.

## Награды
- Почетный строитель России (2005)[1][7]
- Заслуженный строитель Российской Федерации (2013)[14]
- Орден Почёта (2018)[15]
- Почётная грамота Президента Российской Федерации (2019)[16]
- Заслуженный строитель Санкт-Петербурга (2023)[17]
- Премия «Форма добра» (2023)[18]
- Орден Александра Невского (2025)[19]

## Семья
Женат, пятеро детей: две дочери и три сына.

## Увлечения
На 2017 год состоял в «Петербургском клубе любителей рыбной ловли».